# Hokitika Museum
Hokitika település regionális múzeuma az új-zélandi West Coast régió legnagyobb múzeuma és levéltára. Gyűjteményének fő területei a helyi történelem, a tengerészet és a hagyományos bányászati technológia.

## Története
A múzeum története 1869-ben kezdődött, amikor Hokitika új városházának egyik helyiségében múzeumi szobát rendeztek be a település emlékeinek gyűjtésére. Később West Coast Historical Museum néven önálló intézmény lett. A múzeum egyik különlegessége a történelmi fotók gyűjteménye a település hőskoráról, az új-zélandi aranyláz idejéből.

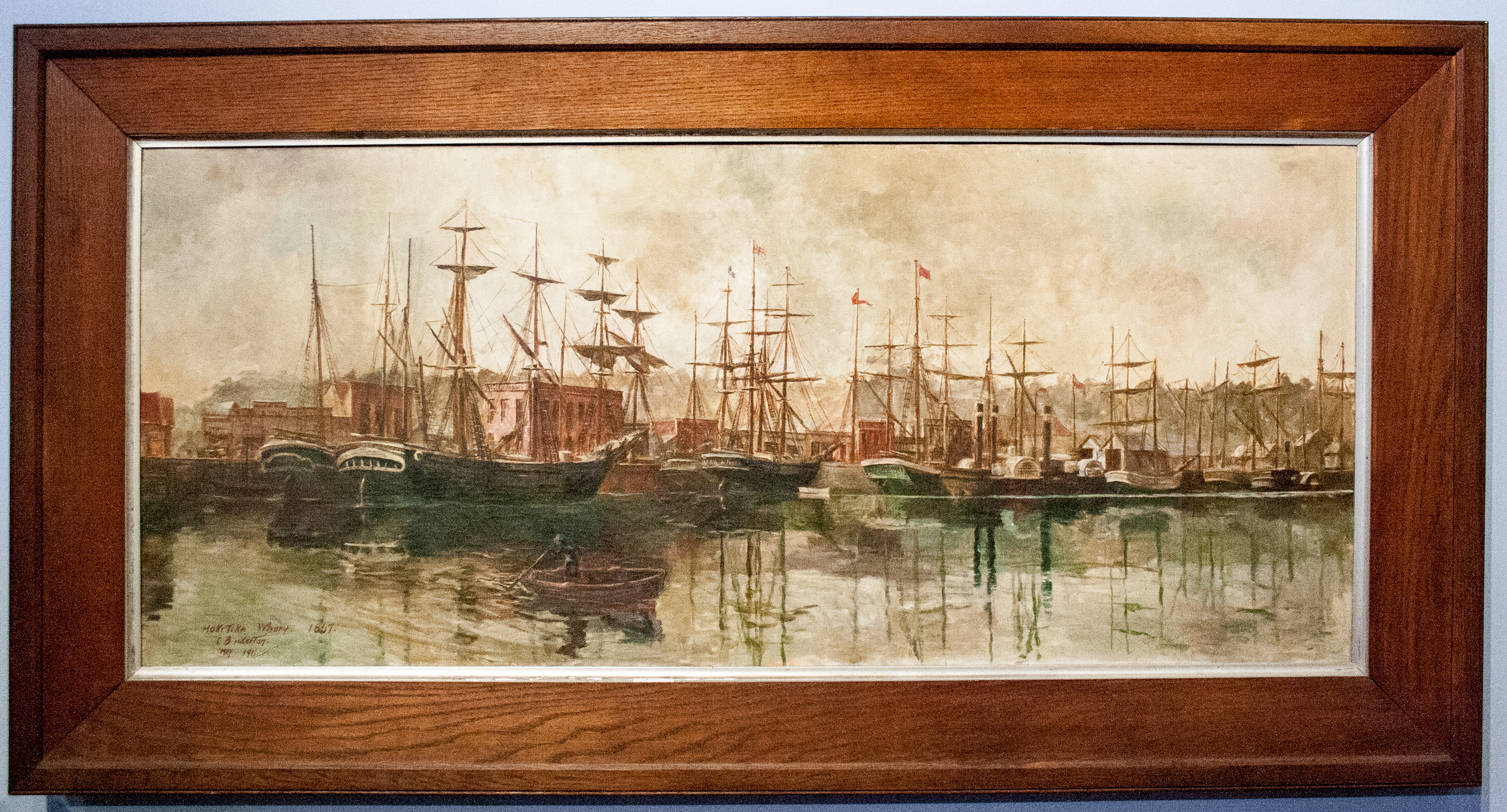
A hokitikai kikötő festményen (1867-es állapot, 1911-es festmény)
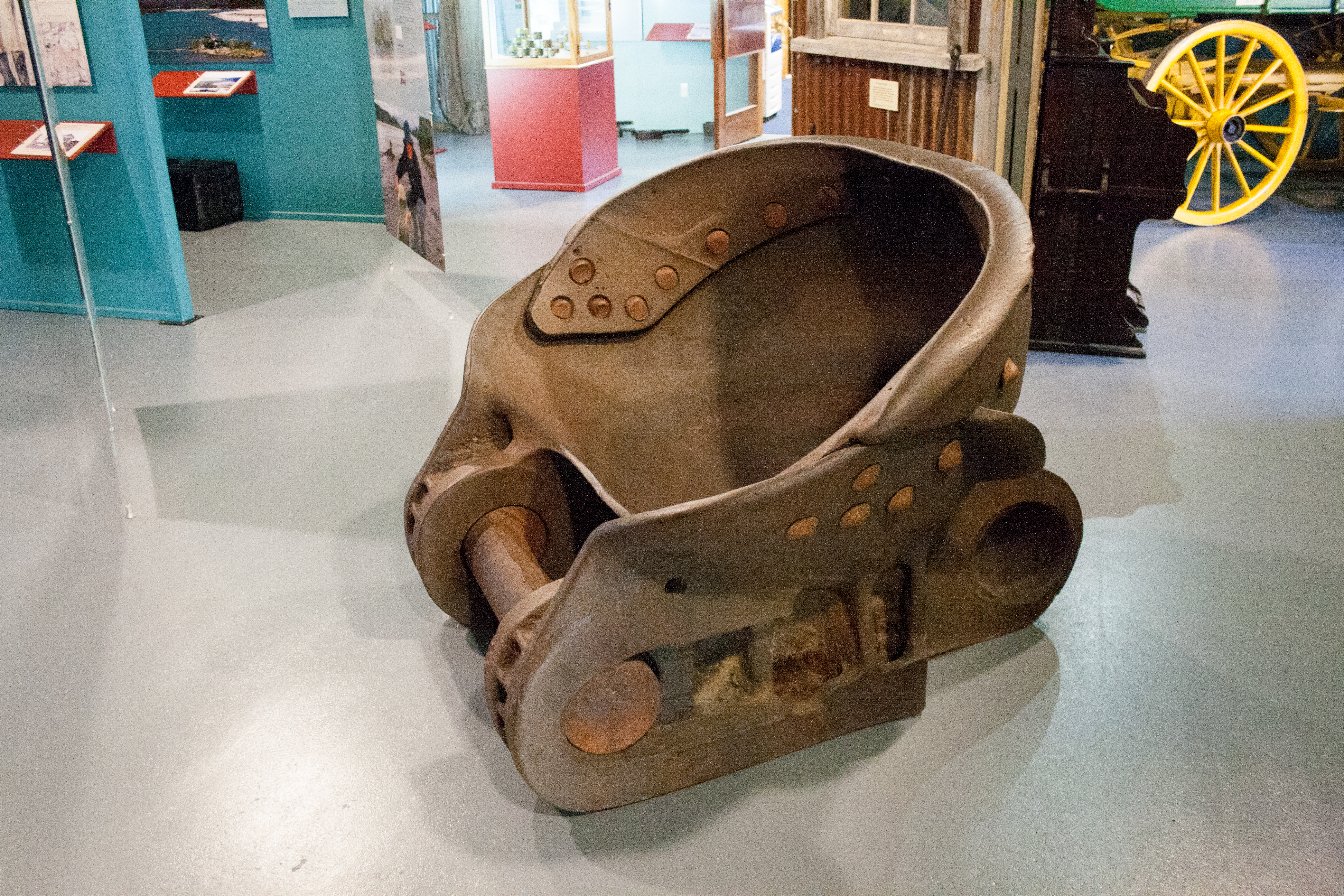
Markolókanál a helyi bányászat hőskorából
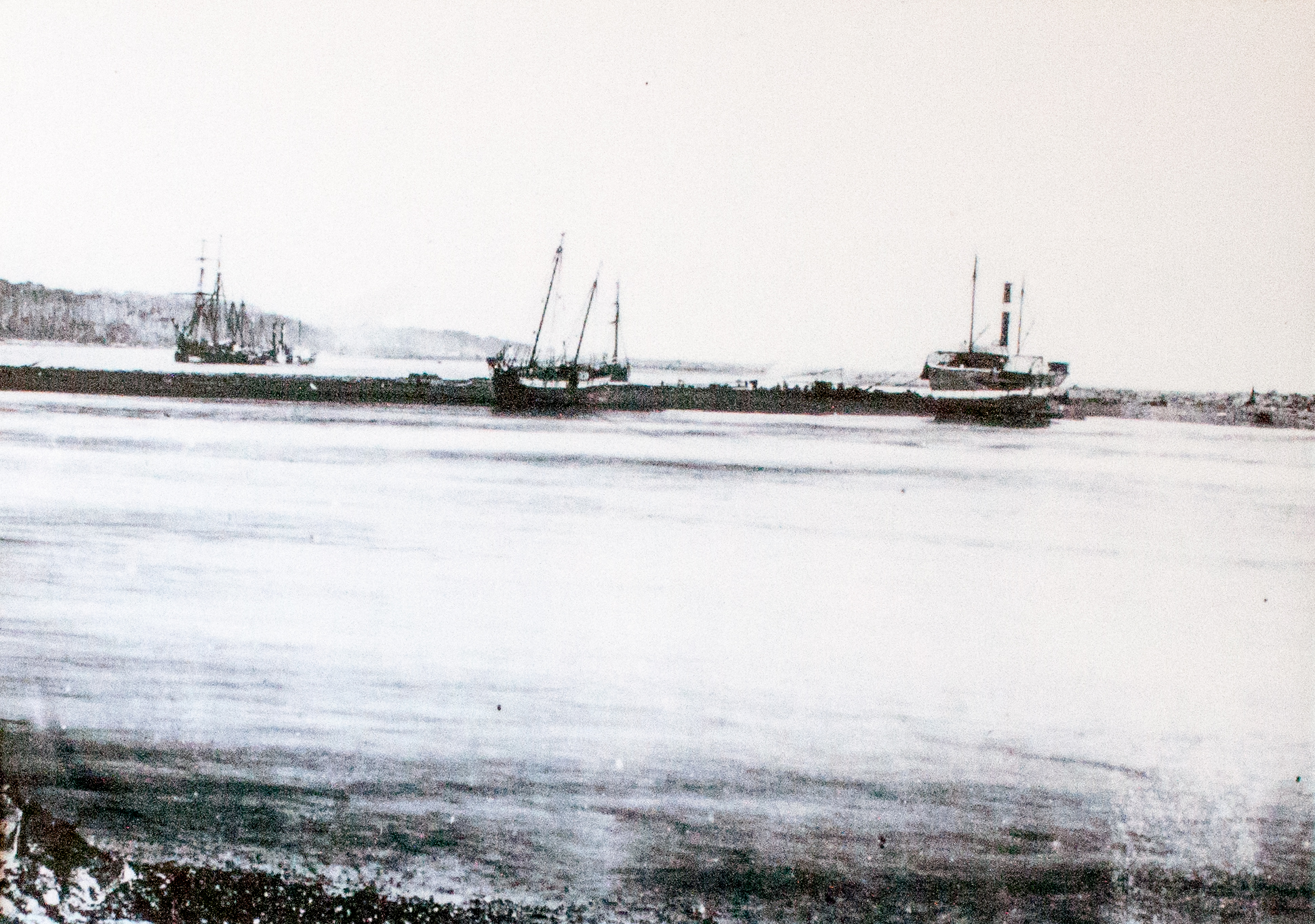
Hajóroncsok a Hokitika torkolatában az aranyláz idején, 1868 körül
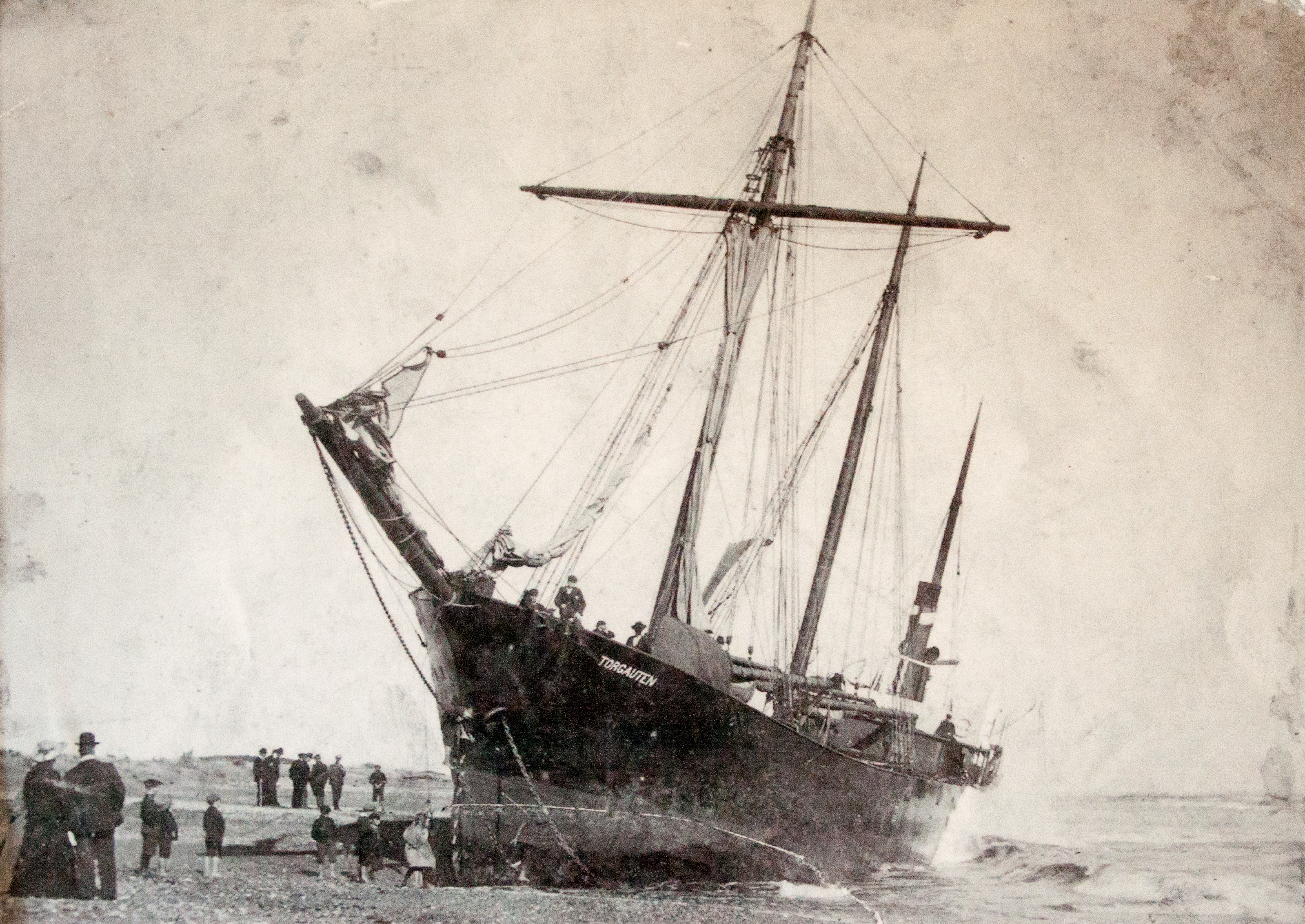
Hajótörés a hokitikai kikötőben 1904-ben

## Földrengésveszély
Az újabb christchurchi földrengések után 2016-ban jelentősen szigorították az új-zélandi építési szabályzatot (NZ National Bulding Standards). Ezeknek a hokitikai múzeum épülete, az 1908-ban épült Carnegie Building nem felelt meg, ezért azt 2016 szeptemberében további intézkedésig bezárták, a kiállítási anyagot elraktározták, a múzeum dolgozói pedig egy másik, biztonságosabb épületben folytatták tudományos munkájukat. A helyi önigazgatás azonban terveket dolgozott ki annak érdekében, hogy az épületet az új szabályoknak megfelelő szinten felújítsák és biztonságossá tegyék, és a patinás épületet mielőbb újra, teljes egészében megnyithassák a látogatók előtt.